# Четна и нечетна функция
Четна е тази функция f, за която функцията от всеки определен аргумент (аргументи) е равна на същата функция от противоположния на този аргумент (аргументи), т.е.:
- f(-x)= f(x);
- f(-x1; -x2; ...; -xn)= f(x1; x2; ...; xn)

За да бъде една функция четна, е необходимо и достатъчно:
- Едновременно х и -х да принадлежат на дефиниционната област на функцията(т.е. ако функцията може да се дефинира за х, то тя да може да се дефинира и за -х);
- равенството f(-x)= f(x) да е изпълнено за всеки аргумент от дефиниционната област.

## Някои четни функции
Четни функции са четните степени на всички числа (това кореспондира и с името на функцията: четната степен е четна функция, а нечетната – нечетна функция):
- (-x)n=xn, където 2/n, n∈ℤ

-Също четни са и полиномите с мономи само от четни степени:
- f(x)=a0x2n+a1x2(n-1)+ ... +an-1x2+an, (където n∈ℕ) ⇒ f(-x)=f(x);

-Тригонометричната функция косинус е единствената четна тригонометрична функция:
- {\displaystyle cos(-x)=cosx};

## Графика на четна функция
Графиките на четните функции са симетрични спрямо ординатната ос.
Забележка: Четните и нечетните функции не са допълнителни една на друга, т.е., когато една функция не е четна, то не е задължително тя да е нечетна.

## Нечетна Функция
Нечетна е тази функция f, за която функцията от всеки определен аргумент (аргументи) е противоположна на същата функция от противоположния на този аргумент (аргументи), т.е.:
- f(-x)= -f(x);
- f(-x1; -x2; ...; -xn)= -f(x1; x2; ...; xn)

За да бъде една функция нечетна, е необходимо и достатъчно:
- Едновременно х и -х да принадлежат на дефиниционната област на функцията(т.е. ако функцията може да се дефинира за х, то тя да може да си дефинира и за -х);
- равенството f(-x)= -f(x) да е изпълнено за всеки аргумент от дефиниционната област;

## Някои нечетни функции
Нечетни функции са нечетните степени на всички числа (това кореспондира и с името на функцията: нечетната степен е нечетна функция, а четната – четна функция):
- (-x)2n+1=-x2n+1, където n∈ℤ;

-Също нечетни са и полиномите от нечетни степени:
- f(x)=a0x2n+1+a1x2(n-1)+1+ ... +an-1x3+anх, (където n∈ℕ) ⇒ f(-x)=-f(x);

-Всички тригонометрични функции освен функцията косинус и косеканс(които са четни), са нечетни (виж тригонометрична функция):
- {\displaystyle sin(-x)=-sinx};
- {\displaystyle tg(-x)=-tgx};
- {\displaystyle cotg(-x)=-cotgx};

## Графика на нечетна функция
Графиките на нечетните функции са симетрични спрямо началото на координатната система.
Левият клон на графиката (този, който отговаря на f(-|x|) и е разположен във II и III квадрант на координатната система) се получава от десния чрез ротация на 180° с център началото на координатната система (или чрез последователно прилагане на симетрия спрямо координатните оси)
Забележка: Четността и нечетността на функциите не са допълнителни едно на друго понятия, т.е., когато една функция не е четна, то не е задължително тя да е нечетна.
Единствената функция, която е едновременно и четна, и нечетна, е f(x)=0.